# Михальчук, Руслан
Руслан Михальчук (латыш. Ruslans Mihaļčuks; 10 августа 1976, Рига) — латвийский футболист, левый полузащитник. Выступал за сборную Латвии.

## Биография
В начале карьеры провёл полтора сезона в рижской «Пардаугаве» в высшей лиге Латвии, однако в первой половине сезона 1995 года клуб прекратил существование. Затем футболист недолго играл за «Сконто-Метал» (Рига) и «РАФ» (Елгава).
С 1996 года играл за «Даугаву» (позднее — «ЛУ/Даугава», «ПФК/Даугава»), провёл за клуб более 100 матчей. В 1996 и 1997 годах становился серебряным призёром чемпионата Латвии, однако затем результаты клуба снизились. Один сезон (1999) футболист со своим клубом провёл в первой лиге. Играл в матчах еврокубков.
В 2003 году перешёл в «Юрмалу», выступавшую в первой лиге и уверенно выигравшую турнир. Стал четвёртым бомбардиром турнира (21 гол) и был признан лучшим игроком первой лиги. Весной 2004 года продолжал играть за «Юрмалу» в высшей лиге.
Осеннюю часть 2004 года провёл в литовском «Экранасе» (Паневежис), ставшем серебряным призёром чемпионата Литвы. В следующем сезоне играл за «Юрмалу» и «Вентспилс», последний клуб стал бронзовым призёром чемпионата и обладателем Кубка Латвии. В 2006 году игрок вернулся в «Экранас» и снова завоевал серебро литовской лиги. Также стал обладателем Суперкубка Литвы, в котором забил один из голов в ворота «Каунаса» (2:1).
В конце карьеры играл за «Даугаву» (Даугавпилс) в высшей и первой лигах. В 2008 году провёл 2 матча за «Металлург» (Лиепая), ставший серебряным призёром чемпионата.
В национальной сборной Латвии дебютировал 3 декабря 2004 года в товарищеском матче против Бахрейна (2:2), провёл на поле первый тайм. Второй и последний матч за сборную сыграл 21 мая 2005 года в финале Кубка Балтии, проигранном Литве (0:2).

## Достижения
- Серебряный призёр чемпионата Латвии: 1996, 1997, 2008
- Серебряный призёр чемпионата Литвы: 2004, 2006
- Обладатель Суперкубка Литвы: 2006